# Потенціальна енергія
Потенціа́льна ене́ргія — частина енергії фізичної системи, що виникає завдяки взаємодії між тілами, які складають систему, та із зовнішніми, відносно цієї системи, тілами, й зумовлена розташуванням тіл у просторі, тобто це енергія (потенціал) яку утримує тіло (предмет), через його положення відносно інших предметів, а також через напруження всередині нього, його електричний заряд, або інші чинники (наприклад у Арістотеля — потенційний розум). Разом із кінетичною енергією, яка враховує не тільки розміщення тіл у просторі, а й рух, потенціальна енергія складає механічну енергію фізичної системи.
Потенціальна енергія матеріальної точки визначається як робота з її переміщення із точки простору, для якої визначається потенціальна енергія, у якусь задану точку, потенціальна енергія якої вважається за нуль. Потенціальна енергія визначається лише для поля консервативних сил.
Потенціальна енергія здебільшого позначається літерами {\displaystyle U} або {\displaystyle V}.

## Властивості
Залежність потенціальної енергії матеріальної точки від просторових координат утворює скалярне поле {\displaystyle U({\vec {r}})}.
Сила, яка діє на частку в полі {\displaystyle U({\vec {r}})}, визначається, як
{\displaystyle {\vec {F}}=-\nabla U}
Повна енергія матеріальної точки, є сукупністю потенціальної та кінетичної енергій. Для фізичної системи, що складається з багатьох тіл, повна енергія є сумою потенціальних та кінетичних енергій її складових, однак за такої умови, що жодна взаємодія не повинна враховуватися двічі:
{\displaystyle E=\sum _{i}K_{i}+\sum _{i}\sum _{j<i}V_{ij}\,},
де {\displaystyle K_{i}} — кінетична енергія i-того тіла системи, {\displaystyle V_{ij}} — потенціальна енергія j-го тіла завдяки взаємодії з i-тим.
Фізичні сили, для яких можна впровадити потенціальну енергію називаються потенціальними силами.
Значення потенціальної енергії загалом, визначене з точністю до певної сталої, водночас різниця значень потенціальної енергії частинки в різних положеннях — однозначна величина. Через це, здебільшого рівень потенціальної енергії в якійсь певній точці чи при якомусь певному положенні, обирається за нульовий, а для інших точок чи положень системи, потенціальна енергія відраховується від цього рівня. Наприклад, у разі взаємодії двох тіл, можна обрати за нульовий рівень потенціальну енергію тоді, коли тіла рознесені на нескінченно далеку віддаль і не взаємодіють між собою. За такого вибору рівня відліку, потенціальна енергія тіл які притягаються, від'ємна, а потенціальна енергія тіл, що відштовхуються, додатна.

## Приклади
Потенціальна енергія тіла масою {\displaystyle m}, піднятого над поверхнею Землі на висоту {\displaystyle h} дається наближеною формулою
{\displaystyle U=mgh},
або точною при {\displaystyle r>=r_{0}}
{\displaystyle U={\frac {mgr_{0}^{2}}{r}}}
де {\displaystyle r_{0}} — радіус Землі, {\displaystyle r=r_{0}+h}, {\displaystyle g} — прискорення вільного падіння.
Потенціальна енергія пружної деформації тонкого стрижня або пружини
{\displaystyle U={\frac {kx^{2}}{2}}},
де {\displaystyle k} — коефіцієнт жорсткості, {\displaystyle x} — абсолютне видовження.
Потенціальна енергія тіла масою {\displaystyle m} в полі гравітації іншого тіла масою {\displaystyle M} при віддалі {\displaystyle r} між ними дається формулою
{\displaystyle U=-G{\frac {mM}{r}}},
де G — гравітаційна стала.
Потенційна енергія точкового заряду {\displaystyle q_{1}} в електростатичному полі точкового заряду {\displaystyle q_{2}} при віддалі {\displaystyle r} між ними дорівнює в системі СГСЕ
{\displaystyle U=k{\frac {q_{1}q_{2}}{r}}}.